# Resident Evil: Revelations
Resident Evil: Revelations, kendt som Biohazard: Revelations i Japan, er et computerspil fra 2012, der er udviklet og udgivet af Capcom. Spillet blev annonceret under E3 2010, og blev udgivet til den nye Nintendo 3DS.
Spillet bruger den internt udviklede MT Framework-spilmotor, som også bruges i Resident Evil 5, og ifølge Keiji Inafune bygger den på helt nyt indhold plot mæssigt.
Chris Redfield og Jill Valentine er hovedpersonerne i spillet.